# مزرعة صوفي كبير
مزرعة صوفي كبير  قرية سوريّة تتبع إداريّاً لمحافظة حلب منطقة عين العرب ناحية مركز عين العرب، بلغ تعداد سكانها 973 نسمة حسب التعداد السكاني لعام 2004.